# Funiculina armata
Funiculina armata är en korallart som beskrevs av Addison Emery Verrill 1879. Funiculina armata ingår i släktet Funiculina och familjen Funiculinidae. Inga underarter finns listade i Catalogue of Life.